# Les Pinedes de l'Armengol
Les Pinedes de l'Armengol es una urbanización perteneciente al término municipal de Torre de Claramunt (municipio de la comarca de Noya), en la provincia de Barcelona. Tiene un censo de cerca de 1500 habitantes y se trata de una de las más grandes urbanizaciones de Cataluña.

## Historia
Creada a principios de los años 1960 en un entorno natural de montaña y con gran cantidad de parcelas y casas utilizadas como segunda residencia y como primera residencia con 1500 habitantes censados, destacan en esta urbanización casas con arquitectura del tipo de estilo pirenaico.

## Ubicación geográfica
Goza de una situación geográfica que contrasta con todos los municipios en unos kilómetros alrededor, ya que se halla situada entre 500 y 675 metros sobre el nivel del mar

## Fiesta Mayor
La Fiesta Mayor de Pinedes de l'Armengol tiene lugar todos los años coincidiendo con el periodo estival, concretamente durante los días 8, 9, 10 y 11 de agosto.